# Guyana op de Olympische Zomerspelen 1980
Guyana nam deel aan de Olympische Zomerspelen 1980 in Moskou, Sovjet-Unie. Voor de eerste en voorlopige laatste keer werd er een medaille gewonnen.

## Deelnemers en resultaten

### Atletiek
| Olympiër        | Discipline      | Resultaat | Prestatie                                                                        |
| --------------- | --------------- | --------- | -------------------------------------------------------------------------------- |
| James Gilkes    | 100m (m)        | 9e        | serie 8: 1ste in 10,34 kwartfinale 4: 1ste in 10,26 halve finale 2: 5de in 10,44 |
| James Gilkes    | 200m (m)        | 9e        | serie 7: 1ste in 21,07 kwartfinale 2: 2de in 20,83 halve finale 1: 5de in 20,87  |
|                 |                 |           |                                                                                  |
| Jennifer Inniss | 100m (v)        | 26e       | serie 4: 6de in 11,79                                                            |
| Jennifer Inniss | verspringen (v) | 13e       | kwalificatie groep A: 6de met 6,44m finale: 13de met 6,10m                       |

### Boksen
| Olympiër             | Discipline  | Resultaat | Prestatie |
| -------------------- | ----------- | --------- | --- |
| Michael Anthony      | -54kg (m)   | Brons     | 1ste ronde: W van NGR Gbadamosi: 5-0 2de ronde: W van SYR Zaghloui: 3-2 kwartfinale: W van MEX Zaragoza: scheidsrechterlijke beslissing halve finale: V van CUB Hernández: 0-5 |
| Fitzroy Brown        | -57kg (m)   | 9e        | 1ste ronde: vrij 2de ronde: W van ANG Cabral: 5-0 3de ronde: V van PUR Pizzaro: 0-5                                                                                            |
| Barrington Cambridge | -63,5kg (m) | 17e       | 1ste ronde:' V van ALG Bel Alouane: 0-5 |
| Alfred Thomas        | -75kg (m)   | 9e        | 1ste ronde: vrij 2de ronde: V van ROU Silaghi: 0-5 |

### Wielersport
| Olympiër     | Discipline  | Resultaat | Prestatie |
| Baan         | Baan        | Baan      | Baan |
| ------------ | ----------- | --------- | --- |
| James Joseph | sprint (m)  | 9e        | serie 7: V van DEN Salée 1ste ronde herkansingen: W van LBA Abdussalam: 11,08 2de ronde: V van URS Kopylov 2de ronde herkansingen: W van GBR Tinsley 3de ronde: V van GDR Heßlich 3de ronde herkansingen: 3de |
| Errol McLean | tijdrit (m) | 14e       | 1.09,991 |

Afghanistan · Algerije · Andorra · Angola · Australië · België · Benin · Birma · Botswana · Brazilië · Bulgarije · Colombia · Congo-Brazzaville · Costa Rica · Cuba · Cyprus · Denemarken · Dominicaanse Republiek · Duitse Democratische Republiek · Ecuador · Ethiopië · Finland · Frankrijk · Griekenland · Groot-Brittannië · Guatemala · Guinee · Guyana · Hongarije · Ierland · IJsland · India · Irak · Italië · Jamaica · Joegoslavië · Jordanië · Kameroen · Koeweit · Laos · Lesotho · Libanon · Liberia · Libië · Luxemburg · Madagaskar · Mali · Malta · Mexico · Mongolië · Mozambique · Nederland · Nepal · Nicaragua · Nieuw-Zeeland · Nigeria · Noord-Korea · Oeganda · Oostenrijk · Peru · Polen · Portugal · Puerto Rico · Roemenië · San Marino · Senegal · Seychellen · Sierra Leone · Sovjet-Unie · Spanje · Sri Lanka · Syrië · Tanzania · Trinidad en Tobago · Tsjecho-Slowakije · Venezuela · Vietnam · Zambia · Zimbabwe · Zweden · Zwitserland